# Римски оперен театър
Римският оперен театър (на италиански: Teatro dell'Opera di Roma), наричан накратко Римската опера, известен и като Театро Констанци (на италиански: Teatro Costanzi), се намира в Рим, Италия, и е сред най-значимите музикални средища в Европа.
Открит е на 27 ноември 1880 година под името Театро Констанци със спектакъл на „Семирамида“ от Джоакино Росини. Наречен е на предприемача Доменико Костанци, частно финансирал проекта. Архитектът, нает от него, е известен специалист по изграждане и обновяване на театрални сгради – Акиле Сфондрини. Сградата е построена за 18 месеца. Сфондрини обръща голямо внимание на акустиката. Оригиналната зала е с 2212 места, има три реда ложи, амфитеатър и два отделни балкона. Куполът е с прекрасни фрески от Анибале Бруньоли.
Доменико Костанци е и мениджър на театъра; под негово ръководство, въпреки различни финансови проблеми, Римската опера осъществява много световни премиери, напр. „Селска чест“ от Маскани на 17 май 1890 г. След смъртта му (1898) неговият син Енрико поема театъра; по негово време е световната премиера на „Тоска“ от Пучини (14 януари 1900). През 1907 г. театърът е закупен от импресариото Валтер Моки от името на Международното и национално театрално дружество, а през 1912 г. неговата съпругата Ема Карели става директор на новата компания „Костанци“. Тя прави много промени в структурата на театъра и трупата, а по отношение на репертоара по време на нейното 14-годишно управление са поставени много важни оперни творби, които до този момент не са били представяни в Рим, а някои дори в цяла Италия.
През ноември 1926 г. театър „Констанци“ става собственост на Римския градски съвет. Преименуван е на Кралски оперен театър (Teatro Reale dell`Opera). Сградата е ремонтирана и частично променена от архитекта Марчело Пианчетини. Официалният вход е преместен и по-късно там е изграден площад на името на Бениамино Джили. Амфитеатърът в залата е заменен с четвърти ред ложи и балкон. Интериорът е подменен, новият огромен полилей, с диаметър 6 метра, е съставен от 27 000 кристални висулки. Театърът е открит отново на 27 февруари 1928 г.
След падането на монархията името на римската опера е променено на Teatro dell`Opera (1947). Нова реконструкция е извършена през 1958 г., пак от архитект Марчело Пианчетини. Направени са радикални промени в архитектурния стил и дизайна на фасадата, входа и фоайето, но легендарната акустика на театъра е запазена и все така съперничи на най-прочутите музикални зали в света.
През втората половина на ХХ век Римската опера е мястото на много знаменити постановки. Сред тях са тези на режисьора Лукино Висконти и диригента Карло Мария Джулини: „Сватбата на Фигаро” от 1964 г. и „Дон Карлос” от 1965 г., „Макбет“ на Висконти, с участието на българския певец Никола Николов, е директно предавана в Америка.